# Stijn D’Hulst
Stijn D’Hulst (ur. 24 kwietnia 1991 w Kortrijku) – belgijski siatkarz, grający na pozycji rozgrywającego, reprezentant Belgii. 

## Sukcesy klubowe
Superpuchar Belgii:
- 2010, 2013, 2014, 2022, 2023[2]

Puchar Belgii:
- 2011, 2013[3], 2016, 2017, 2021, 2023[4], 2024[5], 2025[6]

Mistrzostwo Belgii:
- 2013, 2014, 2015[7], 2016, 2017, 2021, 2022[8], 2023[9], 2024[10], 2025[11]
- 2011

Klubowe Mistrzostwa Świata:
- 2019
- 2018

Mistrzostwo Włoch:
- 2019

Liga Mistrzów:
- 2019

Puchar Włoch:
- 2020

Puchar CEV:
- 2023[12]